# Carl von Linden
Carl (auch Karl) Theodor Friedrich Freiherr von Linden (* 30. November 1801 in Wetzlar; † 18. Januar 1870 in Ludwigsburg) war ein württembergischer Adliger.
Karl von Linden stammte aus dem Adelsgeschlecht Linden und war ein Sohn von Franz Josef Ignaz von Linden sowie Bruder des Juristen Joseph von Linden und des Diplomaten Franz a Paula von Linden sowie des Militärs Ludwig von Linden.
Er besuchte das Eberhard-Ludwigs-Gymnasium in Stuttgart. Seit 11. März 1852 leitete er als Regierungsdirektor die Regierung des Neckarkreises in Ludwigsburg mit dem Titel Regierungspräsident. 
Er war von 1851 bis 1853 als Vertreter der Ritterschaft des Schwarzwaldkreises Mitglied der Zweiten Kammer der Württembergischen Landstände, 1853 wurde er zum auf Lebenszeit ernannten Mitglied der Ersten Kammer. 

## Ehrungen
- 1853 Kommenturkreuz des Ordens der Württembergischen Krone[1]
- 1861 Kommenturkreuz 1. Klasse des Friedrichs-Ordens
- Verleihung des Titels Königlicher Kammerherr